# Trioxys heraclei
Trioxys heraclei är en stekelart som först beskrevs av Alexander Henry Haliday.  Trioxys heraclei ingår i släktet Trioxys, och familjen bracksteklar. Arten är reproducerande i Sverige.